# Krásná (Pěnčín)
Krásná (německy Schumburg, do roku 1950 počeštěně Šumburk) je vesnice a část obce Pěnčín v okrese Jablonec nad Nisou v Libereckém kraji. Nachází se asi 1,5 kilometru západně od Pěnčína. Krásná leží v katastrálním území Jistebsko o výměře 2,52 km².

## Historie
První písemná zmínka o vesnici pochází z roku 1608.

## Doktor Kittel

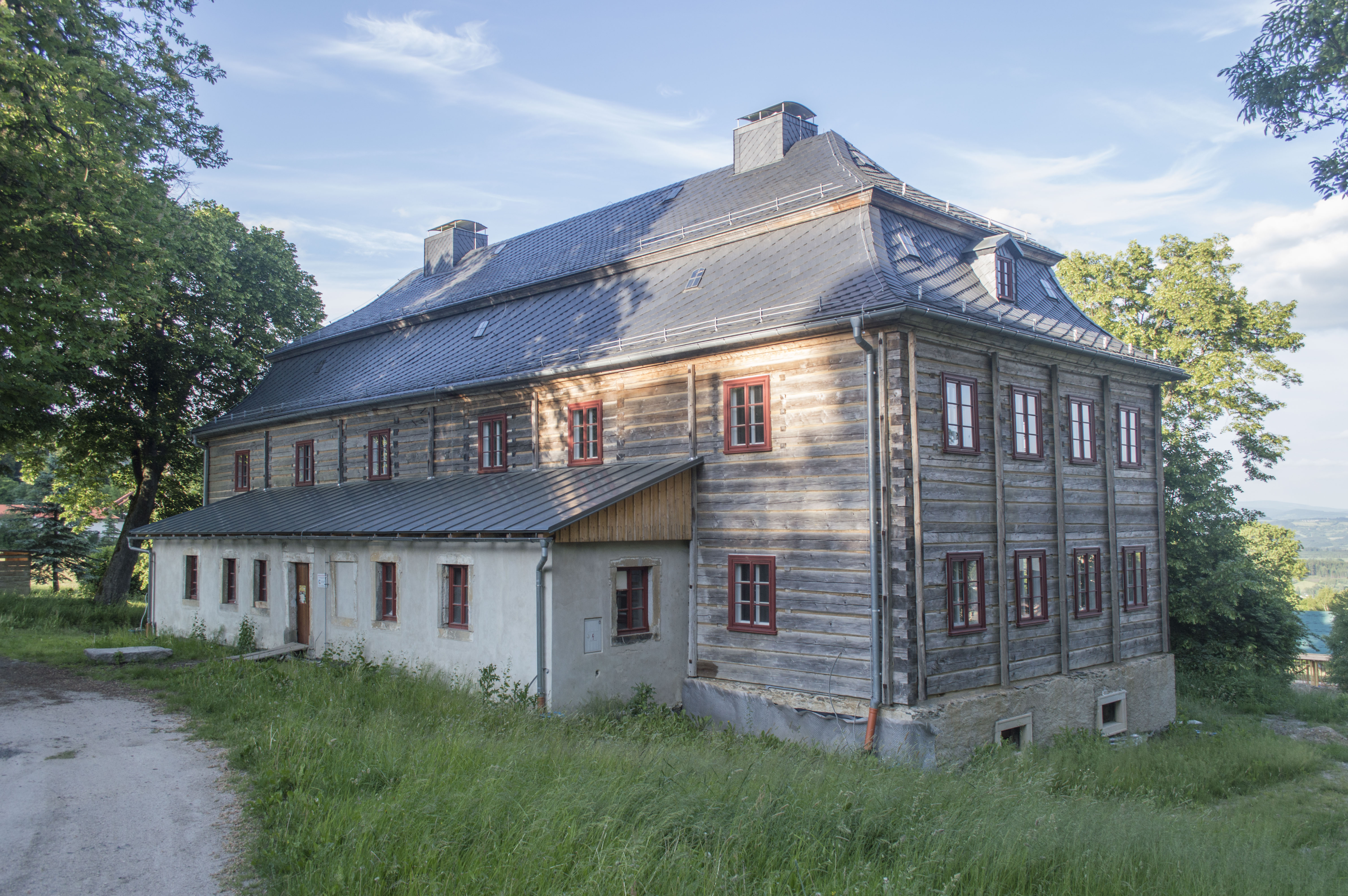
Kittelův dům z poloviny 18. století, od roku 2019 Kittelovo muzeum

Rodákem z vesnice byl Jan Josef Antonín Eleazar Kittel (1704–1783). Proslul jako vynikající a v širokém okolí známý a poptávaný lékař. V Krásné nechal postavit veliký roubený dům (čp. 10) s lékárnou, na jehož dvoře byla jednoduchá „nemocnice“. V zahradě pěstoval také léčivé byliny. 
Téměř výhradně z vlastních prostředků financoval v letech 1756–1760 v Krásné poblíž studánky s chladnou vodou stavbu barokního kostela svatého Josefa s farou. Celý komplex se tak vlastně stal jakýmsi sanatoriem.
Po své smrti se v lidových vyprávěních postupně stával „Faustem Jizerských hor“, protože horalé si vykládali jeho úspěchy smlouvou s ďáblem. V legendách Kittela vybavili létajícím pláštěm, kouzelnou knihou a podobnými zázračnými předměty. Na rozdíl od Fausta se ale Kittel podle pověstí peklu ubránil dobrými skutky a zbožností. V roce 2007 měl v Krásné premiéru celovečerní film na motivy Kittelovských legend natočený ochotníky z Desné, a v roce 2019 bylo v rekonstruovaném Kittelově domě otevřeno muzeum s celoročním provozem.

## Osobnosti
- Jan Josef Antonín Eleazar Kittel (1704–1783), lékař a léčitel
- Ivana Houserová (1958–2015), sklářská výtvarnice, včelařka a pedagožka

## Pamětihodnosti
Ve vsi Krásná bylo registrováno sedm nemovitých kulturních památek, u dvou z nich byla památková ochrana zrušena. Na seznamu jsou tyto položky:
- Kostel svatého Josefa
- Fara (čp. 19)
- Pekárna (čp. 51). Cenná technická památka, prohlášení kulturní památkou bylo zrušeno
- Hostinec U kaštanu z roku 1915 (čp. 37). Památková ochrana zrušena z důvodu nevhodných stavebních úprav
- Kittelův dům (čp. 10)
- morový sloup Nejsvětější Trojice
- Socha svatého Josefa

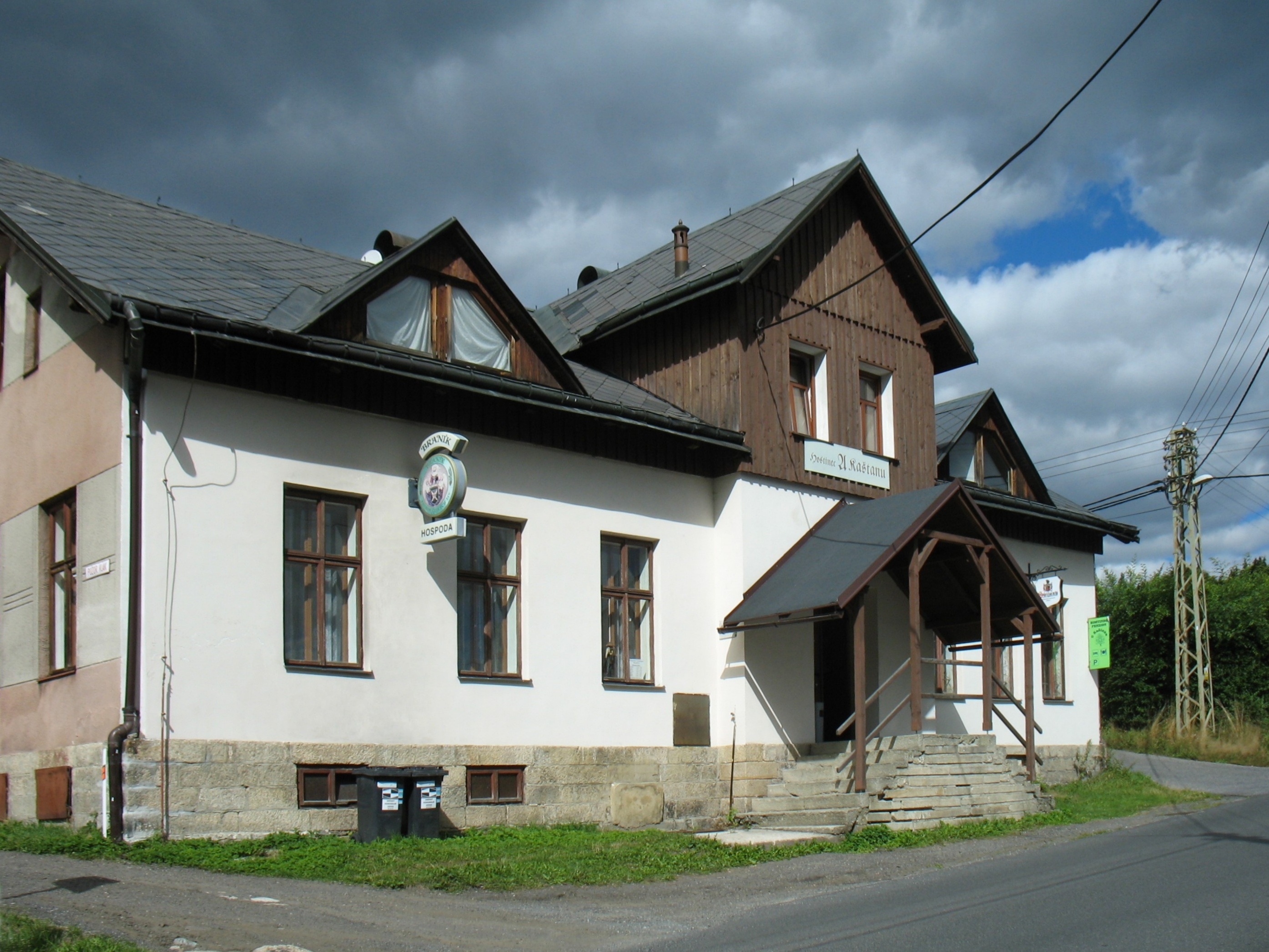
Bývalá památka hostinec U kaštanu
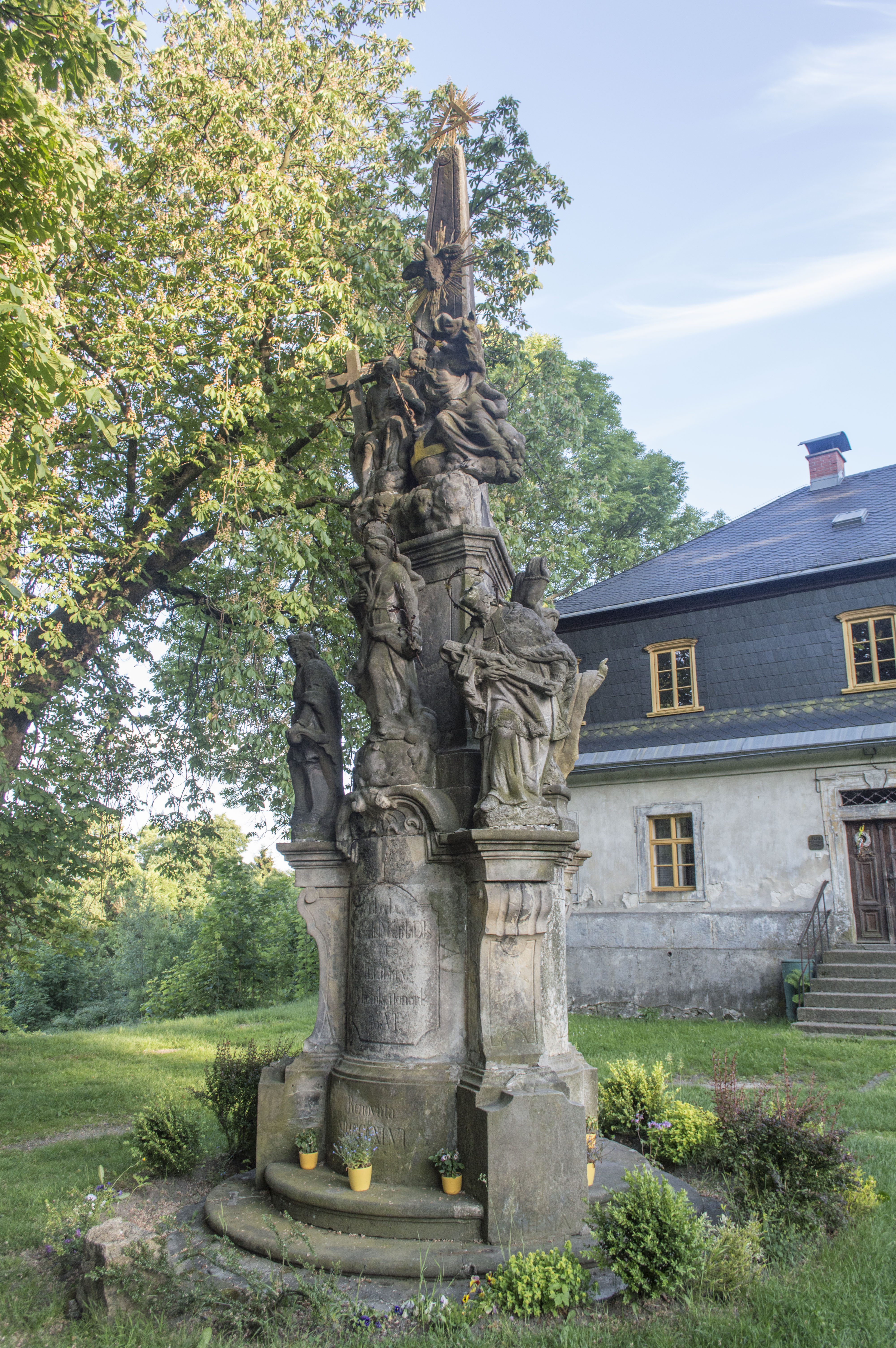
Morový sloup u fary
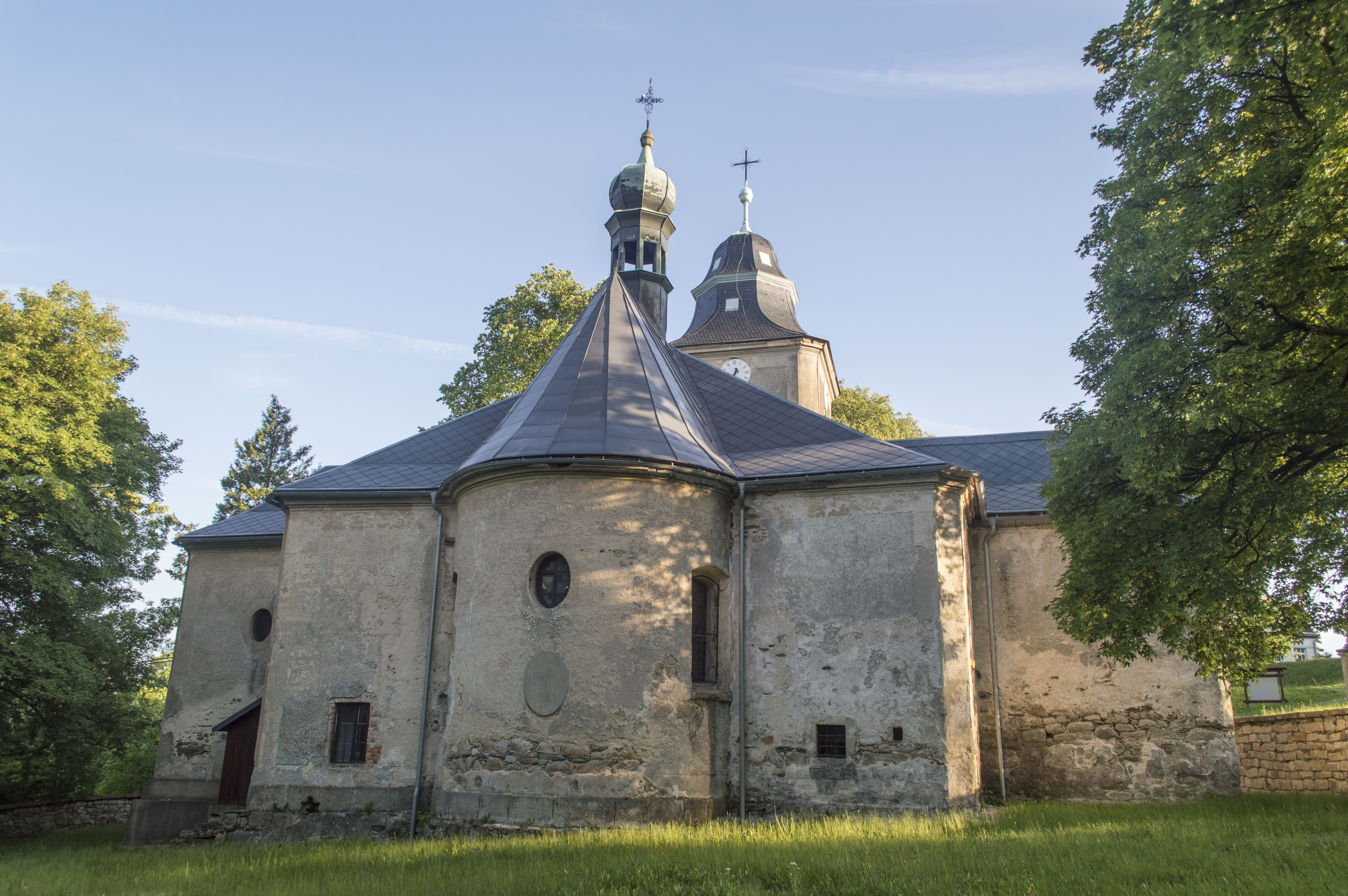
Kostel svatého Josefa
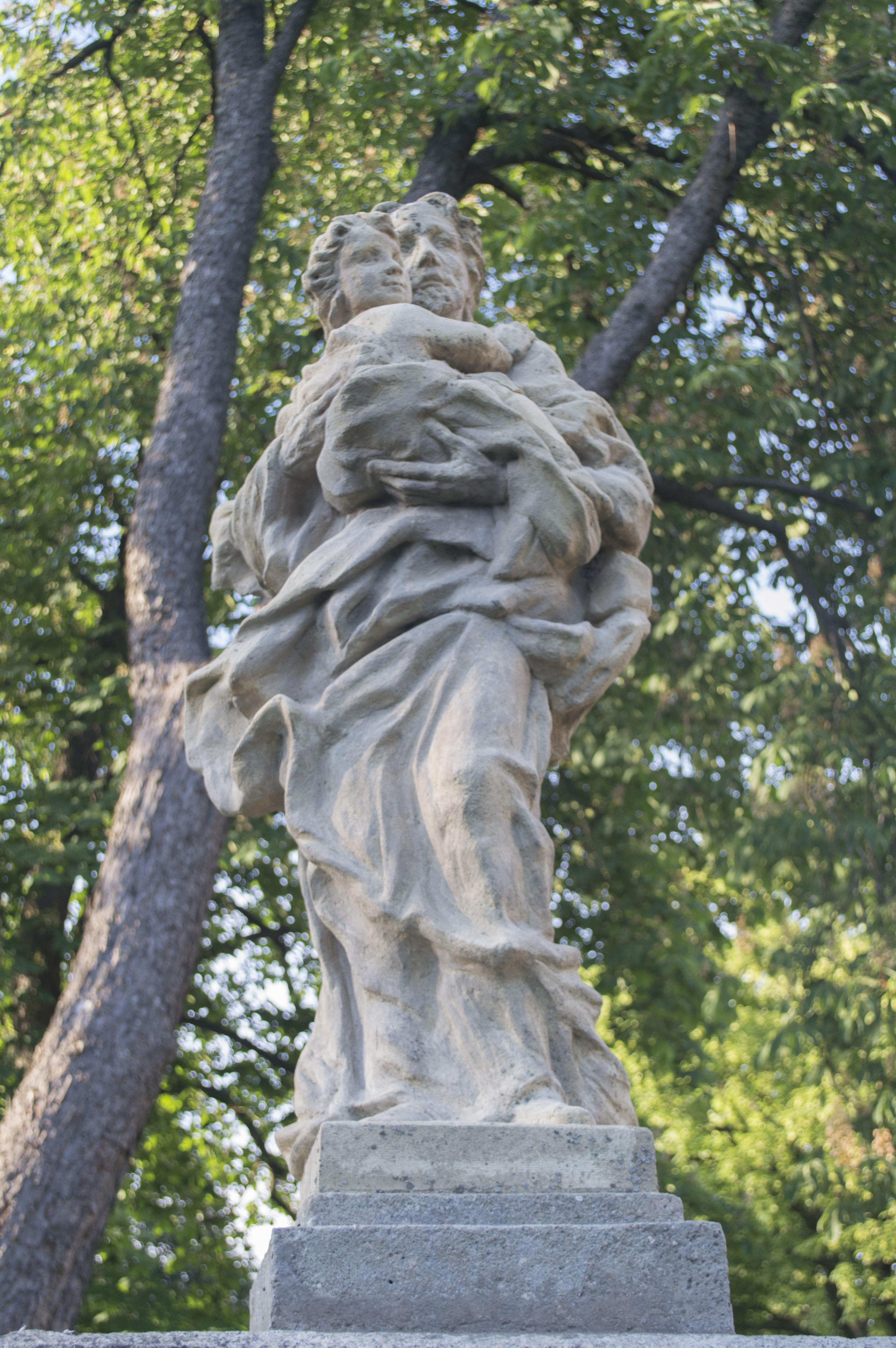
Socha svatého Josefa
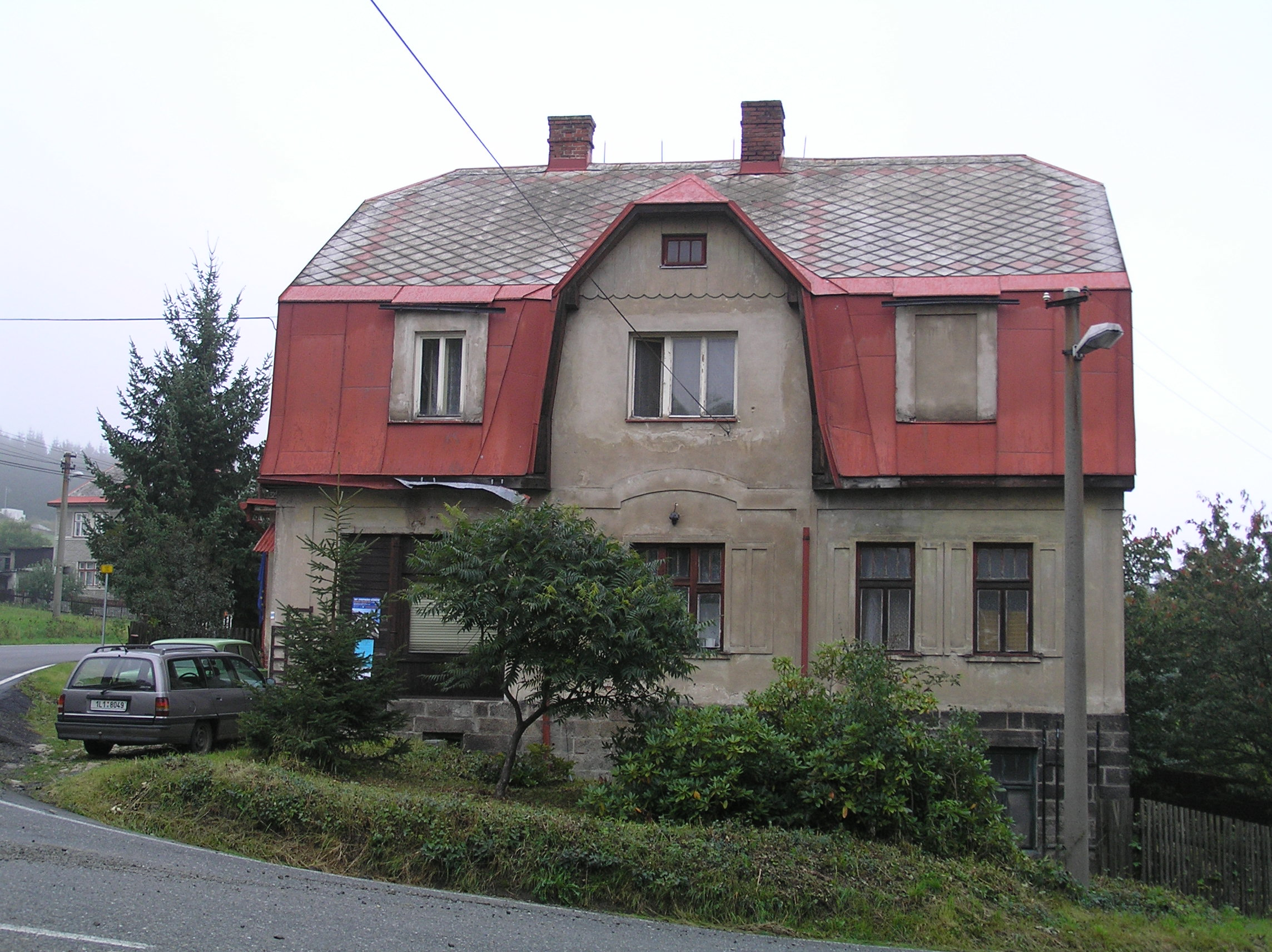
Pekárna z počátku 20. století
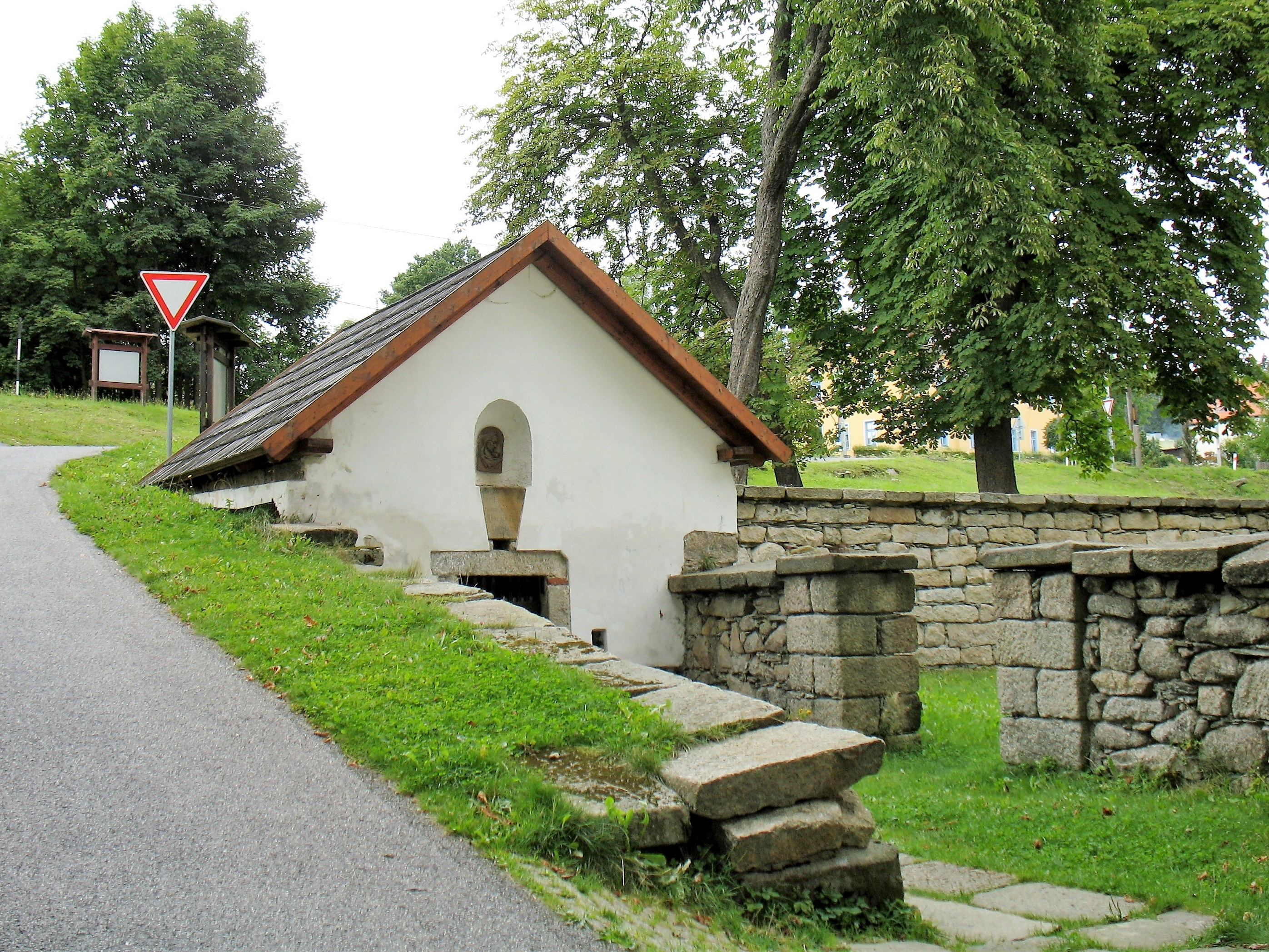
Studánka svatého Josefa
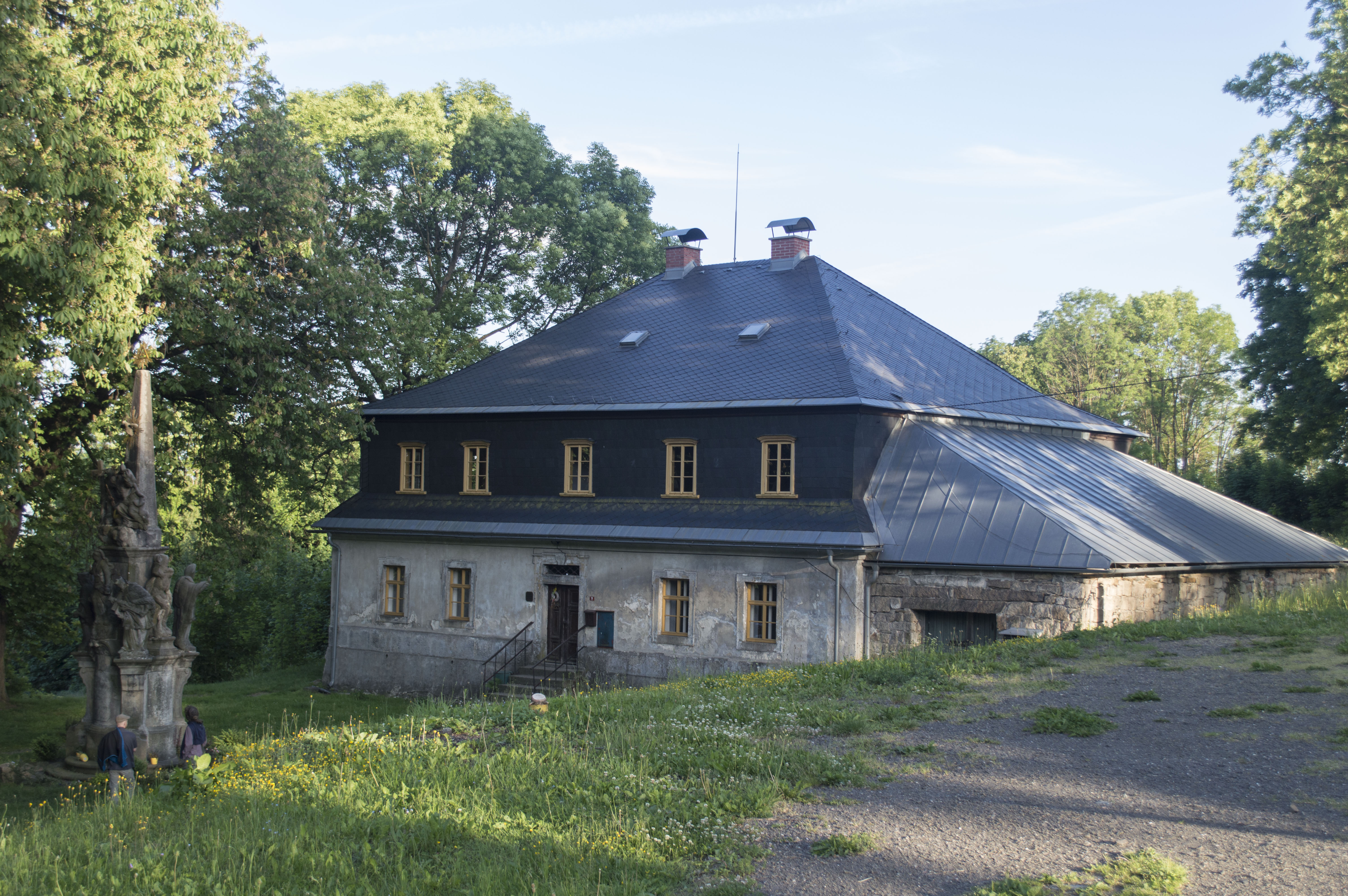
Barokní fara